# Arcidiecéze syrakuská
Arcidiecéze syrakuská (latinsky Archidioecesis Syracusana) je římskokatolická metropolitní arcidiecéze na italské Sicílii, která tvoří součást Církevní oblasti Sicílie. V jejím čele stojí arcibiskup Francesco Lomanto, jmenovaný papežem Františkem v roce 2020.

## Stručná historie
Podle tradice byl prvním biskupem v Syrakusách sv. Marcianus, jehož na Sicílii vyslal sv. Petr, když pobýval v Antiochii. Na počátku 4. století byla umučena syrakuská křesťanka sv. Lucie, která je patronkou města i diecéze. V 9. století se stala metropolitní arcidiecézí, ale krátce nato byla Sicílie dobyta Araby a diecéze zanikla. Po dobytí Normany v roce 1086 byla obnovena, ale jako prostá diecéze, až roku 1844 se znovu stala metropolitní arcidiecézí.